# Stowarzyszenie Gubernatorów Demokratów
Stowarzyszenie Gubernatorów Demokratów (ang. Democratic Governors Association, w skrócie DGA) jest organizacją, która skupia wszystkich gubernatorów stanowych i innych terytoriów wchodzących w skład Stanów Zjednoczonych, którzy są członkami Partii Demokratycznej. Założona została w roku 1983. Jej siedziba znajduje się w Waszyngtonie. Generalnie DGA można uznać za jeden z organów partii.

## Kierownictwo DGA na lata2006–2007
| Stanowisko i osoba             | Stanowisko i osoba | Stan               | Od   |
| ------------------------------ | ------------------ | ------------------ | ---- |
| Przewodniczący                 | Bill Richardson    | Nowy Meksyk        | 2005 |
| Wiceprzewodniczący             | Joe Manchin        | Wirginia Zachodnia | 2005 |
| Sprawy publiczne               | Kathleen Sebelius  | Kansas             | 2005 |
| Finanse                        | Ed Rendell         | Pensylwania        | 2005 |
| Kadry                          | Brian Schweitzer   | Montana            | 2006 |
| Łącznik z władzami federalnymi | Jim Doyle          | Wisconsin          | 2006 |

## Członkowie

### Gubernatorzy stanów
| Gubernator                   | Stan               | Od   | Upływ kadencji                |
| ---------------------------- | ------------------ | ---- | ----------------------------- |
| Janet Napolitano             | Arizona            | 2003 | 2007                          |
| Ruth Ann Minner              | Delaware           | 2001 | 2009 (limit kadencji)         |
| Rod R. Blagojevich           | Illinois           | 2003 | 2007                          |
| Thomas J. "Tom" Vilsack      | Iowa               | 1999 | 2006 (nie kandyduje ponownie) |
| Kathleen Sebelius            | Kansas             | 2003 | 2007                          |
| Kathleen Babineaux Blanco    | Luizjana           | 2004 | 2008                          |
| John Elias Baldacci          | Maine              | 2003 | 2006                          |
| Jennifer M. Granholm         | Michigan           | 2003 | 2007                          |
| Brian Schweitzer             | Montana            | 2005 | 2009                          |
| John Lynch                   | New Hampshire      | 2005 | 2007                          |
| Jon Corzine                  | New Jersey         | 2006 | 2010                          |
| Bill Richardsonn             | Nowy Meksyk        | 2003 | 2007                          |
| Michael F. "Mike" Easley     | Karolina Północna  | 2001 | 2009 (limit kadencji)         |
| C. Bradford "Brad" Henry     | Oklahoma           | 2003 | 2007                          |
| Theodore R. "Ted" Kulongoski | Oregon             | 2003 | 2007                          |
| Edward G. "Ed" Rendell       | Pensylwania        | 2003 | 2007                          |
| Philip N. "Phil" Bredesen    | Tennessee          | 2003 | 2007                          |
| Timothy M. Kaine             | Wirginia           | 2006 | 2010 (limit kadencji)         |
| Christine Gregoire           | Waszyngton         | 2005 | 2009                          |
| Joseph "Joe" Manchin III     | Wirginia Zachodnia | 2005 | 2009                          |
| James E. "Jim" Doyle         | Wisconsin          | 2003 | 2007                          |
| David D. "Dave" Freudenthal  | Wyoming            | 2003 | 2007                          |

UWAGA: Gubernatorzy większości stanów wybierani są w listopadzie roku wyborów, po czym obejmują urząd zaraz na początku przyszłego. W 2006 odbędzie się większość wyborów gubernatorskich, a zwycięzcy zostaną zaprzysiężeni w styczniu 2007

### Inni gubernatorzy
| Gubernator              | Terytorium                           | Od   | Upływ kadencji        |
| ----------------------- | ------------------------------------ | ---- | --------------------- |
| Togiola Tulafono        | Samoa Amerykańskie                   | 2003 | 2009                  |
| Aníbal Acevedo Vilá     | Portoryko (państwo stowarzyszone)    | 2005 | 2009                  |
| Charles Wesley Turnbull | Wyspy Dziewicze Stanów Zjednoczonych | 1999 | 2007 (limit kadencji) |